# Jonas Eika
Jonas Eika Rasmussen, född  1991 i stadsdelen Hasle i Århus är en dansk författare och poet som fick Nordiska rådets litteraturpris 2019 för novellsamlingen Efter solen.
Jonas Eika debuterade med romanen Lageret Huset Marie år 2015 och är den yngsta vinnaren av Nordiska rådets litteraturpris någonsin. Juryns motivering var bland annat att de fem novellerna,   i ett ungdomligt globalt perspektiv, blandar ungas utsatthet och sorg med ett fabulerande bildrikt språk. I samband med sitt tacktal kritiserade han den danska statsministern och regeringen för dess asylpolitik.
Jonas Eika har utbildning från Testrup Højskole och examen från Forfatterskolen.